# 1438 en santé et médecine
| Années de la santé et de la médecine : 1435 - 1436 - 1437 - 1438 - 1439 - 1440 - 1441    |
| Décennies de la santé et de la médecine : 1400 - 1410 - 1420 - 1430 - 1440 - 1450 - 1460 |

Cet article présente les faits marquants de l'année 1438 en santé et médecine.

## Événements
- Au Caire, en Égypte, exécution d'Ibn al-Afif, médecin juif converti à l'islam, directeur de l'hôpital Qalawun, et d'un nommé Khidr ou Khadr, également médecin et juif, pour n'avoir pu guérir le sultan mamelouk Barsbay[1].
- À Oxford, en Angleterre, fondation par le roi Henri VI et par Henry Chichele, archevêque de Cantorbéry, de l'All Souls College, où la médecine est enseignée dès l'origine[2].
- À Milan, en Lombardie, l'obligation imposée aux médecins et chirurgiens de recenser les malades est étendue aux barbiers et apothicaires, et ceux qui ne sont pas soignés par des professionnels doivent être déclarés au commissaire à la santé par les chefs de famille[3].
- À Florence, en Toscane, le pape Eugène IV confie l'hôpital S Paolo a Pinti aux sœurs de S. Apollonia[4].
- 1437-1438 : fondation de la faculté de médecine de l'université de Caen par Henri VI, roi d'Angleterre et souverain effectif de la Normandie[5],[6].
- Vers 1438 : la variole tue cinquante mille personnes à Paris[7].

## Publication
- Sous le règne de Sejong le Grand, parution du Shinjumuwonrok, commentaire du traité chinois Muwonrok (« Élimination du ressentiment »), premier texte connu traitant de médecine légale en coréen[8].

## Naissance
- Giovanni Michele Alberto Carrara (mort en 1490), médecin et humaniste italien[9].

## Décès
- 28 septembre : Pierre Cardonnel (né à une date inconnue), clerc et professeur de médecine à Paris[10], laisse à sa mort « une bibliothèque d'environ trente volumes, essentiellement dédiés à la médecine[11] ».
- Guillaume Desjardins (né vers 1370 ?), médecin normand, reçu docteur à Paris, établi à Rouen, favorisé par Henri V, roi d'Angleterre et souverain effectif de la Normandie, chancelier de l'église de Bayeux, « siégea parmi les juges de Jeanne d'Arc, à qui il lui arriva même de donner ses soins » en 1431[12] .